# Caracarinae
Caracarinae d'Orbigny, 1837 è una sottofamiglia di uccelli rapaci della famiglia Falconidae, diffusa nel Nuovo Mondo.

## Tassonomia
Comprende i seguenti generi e specie:
- Genere Daptrius
  - Daptrius ater Vieillot, 1816 - caracara nero

- Genere Ibycter
  - Ibycter americanus (Boddaert, 1783) - caracara golarossa

- Genere Phalcoboenus
  - Phalcoboenus carunculatus Des Murs, 1853 - caracara caruncolato
  - Phalcoboenus megalopterus (Meyen, 1834) - caracara montano
  - Phalcoboenus albogularis (Gould, 1837) - caracara golabianca
  - Phalcoboenus australis (Gmelin, JF, 1788) - caracara striato

- Genere Caracara
  - Caracara cheriway (Jacquin, 1784) - caracara crestato
  - Caracara lutosa † (Ridgway, 1876) - caracara di Guadalupe
  - Caracara plancus (Miller, JF, 1777) - caracara meridionale

- Genere Milvago
  - Milvago chimachima (Vieillot, 1816) - caracara testagialla
  - Milvago chimango (Vieillot, 1816) - caracara chimango

- Genere Spiziapteryx
  - Spiziapteryx circumcincta (Kaup, 1852) - falchetto alimacchiate